# Вечірня Полтава
«Вечі́рня Полта́ва» — всеукраїнська громадсько-політична газета. Видається в Полтаві з 1992 року.

## Наклад, дизайн

Дизайн «Вечірньої Полтави»

«Вечірня Полтава» виходить раз на тиждень щосереди разовим накладом понад 25 тисяч примірників.
Структура реалізації накладу: розповсюджується по передплаті близько 47%, реалізується через роздрібну торговельну мережу — 51%, до 2% витрачаються на безплатні PR-акції — семінари, презентації, доставляються в офіси фірм і установ.
Формат — 20 сторінок розміру 420х594 мм. Перша, друга, передостання та остання, внутрішні сторінки — повноколірні (4+4), інші — чорно-білого друку. Обсяг реклами — до 30% площі.

## Аудиторія, тематика, рубрики
Газета має одну з найбільших серед періодичних видань Полтави чисельність постійних передплатників — близько 10 тисяч.
«Вечірка» інформує читачів про важливі події в країні, області, і місті, порушує актуальні проблеми життя і сприяє їх розв'язанню.
Серед рубрик газети — «Тема дня», «Місто», «Область», «Україна», «За кордоном», «Політика», «Суспільство», «Економіка», «Надзвичайні події», «Кримінал», «Здоров'я», «Спорт».
Головний редактор — Володимир Марченко, заступник головного редактора — Оксана Клочко.